# Univel
Univel was een joint venture van Novell en AT&T's Unix System Laboratories (USL) die in december 1991 werd opgericht om het Destiny desktop Unix-besturingssysteem te ontwikkelen en op de markt te brengen, dat in 1992 werd uitgebracht als UnixWare 1.0. Univel bestond slechts kort in de tijdsspanne tussen AT&T's eerste verkoop van delen van USL in 1991 en de uiteindelijke volledige aankoop door Novell, die in juni 1993 werd afgerond, waarmee Novell alle rechten op het Unix-besturingssysteem verwierf. Novell fuseerde USL en Univel tot hun nieuwe Unix Systems Group (USG).
Univel had slechts één product: het UnixWare-besturingssysteem. Al sinds eind jaren tachtig werd er voorspeld dat Unix succesvol zou kunnen worden op de desktop en dit zou een terugkerend thema worden doorheen de Unix-geschiedenis.  Met UnixWare werd op het hogere segment van de pc-markt gemikt met een GUI-gebaseerde, afgeslankte versie van Unix die gericht was op beginnende gebruikers. UnixWare zou gemakkelijk in een op NetWare gebaseerd lokaal netwerk kunnen ingezet worden. Qua verkoop zou het product dan kunnen profiteren van Novell's grote kanaal van 12.000 wederverkopers en distributeurs.
UnixWare kwam in december 1992 op de markt in twee versies: de Personal Edition en de Application Server. Een belangrijk onderscheid tussen de twee versies was dat de Personal Edition alleen de IPX/SPX-netwerkstack van NetWare bevatte terwijl de Application Server ook met TCP/IP werd geleverd. Het feit dat TCP/IP een extra add-on was in de desktopversie zette veel kwaad bloed bij voorstanders van Unix. De Personal Edition werd geleverd met DOS Merge 3.0 en DR-DOS 6.0 in een poging om compatibiliteit te bieden met op Microsoft gebaseerde applicaties. Dit was noodzakelijk omdat, afgezien van WordPerfect en Lotus 1-2-3, geen enkele grote pc-applicatie native beschikbaar was voor UnixWare.
De vakpers was over het algemeen lovend over het product, maar de verkoop bleef uit. In zijn eerste zes weken verkocht UnixWare slechts 13.000 exemplaren. Een prijsverlaging in april 1993 bracht geen beterschap, in augustus 1993 waren er nog steeds minder dan 25.000 exemplaren over de toonbank gegaan.
In december 1992 werd aangekondigd dat Novell Unix System Laboratories zou overnemen. De overname werd in juni 1993 afgerond, waardoor Novell eigenaar werd van alle Unix-activa van USL, inclusief alle auteursrechten, handelsmerken en licentiecontracten. Op dat moment werd Univel een volledige dochteronderneming van Novell.
Volgens sommige bronnen hield Univel in juli 1993 op te bestaan, toen Univel en Unix Systems Laboratories samengevoegd werden tot de Unix Systems Group van Novell. Volgens andere bronnen werkte Univel actief aan versie 1.1 van UnixWare. In persberichten werd tot 1994 nog steeds verwezen naar UnixWare als een product van Univel, maar de naam raakte daarna in onbruik. Terugblikkend zei een anonieme Novell-bestuurder in augustus 1994: "Univel was een nachtmerrie. Het was het bastaardkind van Novell en USL. Geen van beide ouders hield ervan."
Andere spelers slaagden er ook niet in om van "Unix op het bureaublad" een succes te maken. Jaren later zouden er even onsuccesvolle pogingen volgen om een "Linux op het bureaublad" te maken. Univel was een episode in een complexe saga van de Unix en Linux geschiedenis, inclusief Unixoorlogen, concurrerende consortia, concurrerende UI-frameworks, concurrerende desktop representaties, Linux desktop oorlogen, fragmentatie, forks, forks op eerdere forks, en meer.